# Calvos de Sobrecamino
Calvos de Sobrecamino o San Martín de Calvos de Sobrecamino (llamada oficialmente San Martiño de Calvos de Sobrecamiño) es una parroquia española del municipio de Arzúa, en la provincia de La Coruña, Galicia.

## Otras denominaciones
La parroquia también ha sido conocida por el nombre de San Martín de la Mota.

## Entidades de población
Entidades de población que forman parte de la parroquia:
- Calvos
- Codeseira (A Codeseira)
- Iglesia (A Igrexa)
- Orxal
- Pena (A Pena)
- Sebio (O Sebio)
- Sesar
- Soutullo
- Tras do Rio
- Xibeirós

## Despoblados
Despoblados que forman parte de la parroquia:
- Mañas (Os Mañás)
- Muíños (Os Muíños da Mera)

## Demografía
| Gráfica de evolución demográfica de Calvos de Sobrecamino entre 2000 y 2018 |
|                                                                             |
| Datos según el nomenclátor publicado por el INE.                            |